# Noah Nartey
Noah Teye Nartey (Bagsværd, 5 ottobre 2005) è un calciatore danese, centrocampista del Brøndby.

## Biografia
È fratello minore di Nikolas Nartey, anch'egli calciatore professionista.

## Carriera

### Club
Ha iniziato a giocare a calcio nel settore giovanile del Værebro per poi passare al Copenaghen nel 2018 ed al Brøndby nel 2021. Il 25 febbraio 2024 ha debuttato in prima squadra nell'incontro di Superligaen vinto 3-0 contro l'Odense ed il 25 luglio seguente ha segnato il suo primo gol nell'incontri valevole per i preliminari di UEFA Conference League vinto 6-0 contro il Llapi.

### Nazionale
Ha giocato con le nazionali giovanili danesi Under-17, Under-18 ed Under-19.

## Statistiche

### Presenze e reti nei club
Statistiche aggiornate al 23 febbraio 2025.
| Stagione        | Squadra         | Campionato      | Campionato | Campionato | Coppe nazionali | Coppe nazionali | Coppe nazionali | Coppe continentali | Coppe continentali | Coppe continentali | Altre coppe | Altre coppe | Altre coppe | Totale | Totale | Totale |
| Stagione        | Squadra         | Comp            | Pres       | Reti       | Comp            | Pres            | Reti            | Comp               | Pres               | Reti               | Comp        | Pres        | Reti        | Pres   | Reti   |        |
| --------------- | --------------- | --------------- | ---------- | ---------- | --------------- | --------------- | --------------- | ------------------ | ------------------ | ------------------ | ----------- | ----------- | ----------- | ------ | ------ | ------ |
| 2023-2024       | Brøndby         | SL              | 9          | 0          | CD              | 0               | 0               | -                  | -                  | -                  | -           | -           | -           | 9      | 0      |        |
| 2024-2025       | Brøndby         | SL              | 16         | 1          | CD              | 3               | 1               | UECL               | 4                  | 1                  | -           | -           | -           | 23     | 3      |        |
| Totale carriera | Totale carriera | Totale carriera | 25         | 1          |                 | 3               | 1               |                    | 4                  | 1                  |             | -           | -           | 32     | 3      |        |